# Kamifurano
Kamifurano (上富良野町 Kamifurano-chō?) es una ciudad localizada en la subprefectura de Kamikawa, Hokkaidō, Japón.

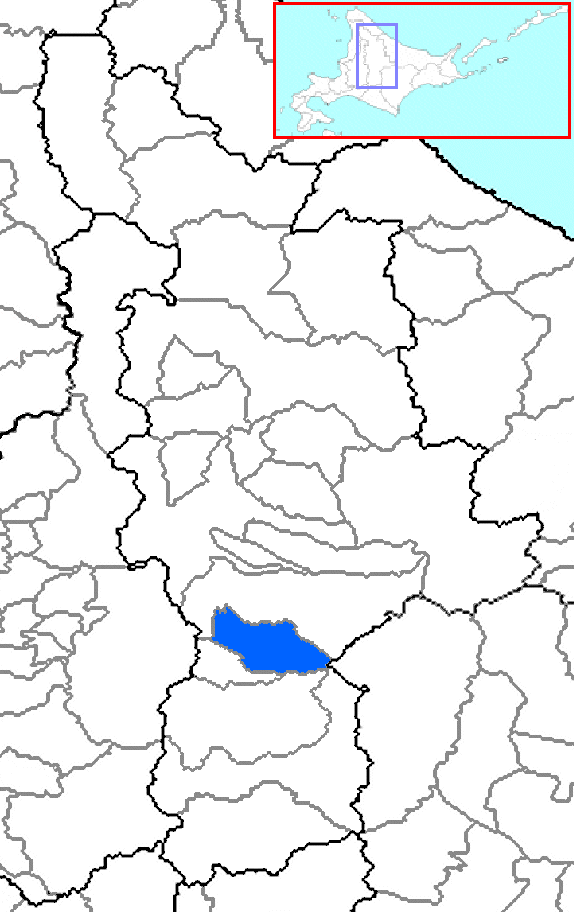
Localización de la ciudad de Kushiro en la subprefectura de Kamikawa, Hokkaido.

En 2007, la ciudad tenía una población estimada de 12.303 personas y una densidad de población de 52 habitantes por km². La superficie total es de 237,18 kilómetros cuadrados.

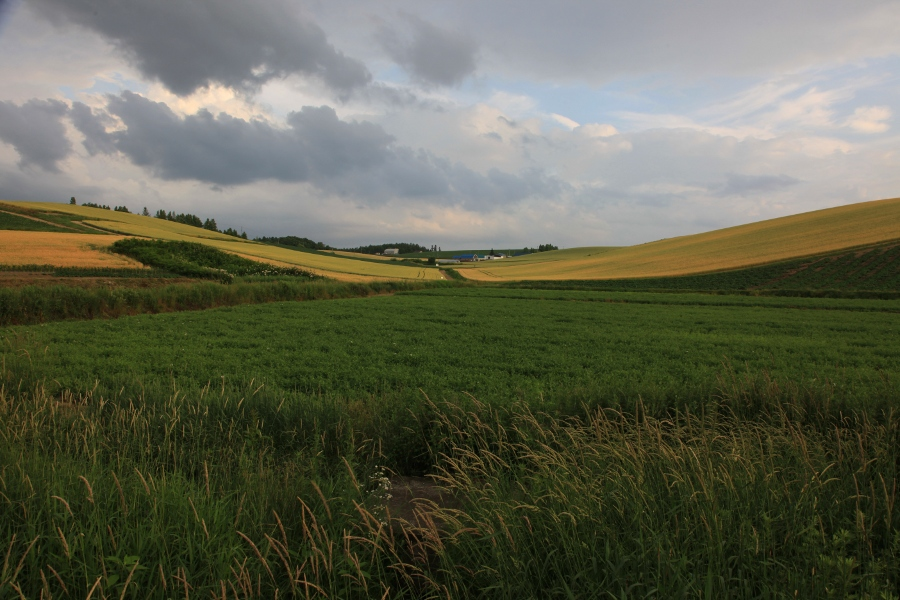
Kamifurano, Hokkaido, Japón

## Ciudades hermanadas
- Camrose, Alberta, Canadá.